# Gomphurus lineatifrons
Gomphurus lineatifrons är en trollsländeart som först beskrevs av Philip Powell Calvert 1921.  Gomphurus lineatifrons ingår i släktet Gomphurus och familjen flodtrollsländor. Inga underarter finns listade i Catalogue of Life.